# Aitor López Rekarte
Aitor López Rekarte (* 18. August 1975 in Arrasate, Guipuzcoa) ist ein ehemaliger spanischer Fußballspieler.

## Werdegang
Seit seiner Jugend war er dem spanischen Erstligisten Real Sociedad verbunden. Zehn Jahre lang (1997–2007) stand er in der ersten Mannschaft der Basken. Im Sommer 2007 verließ er den Erstliga-Absteiger, um beim andalusischen Aufsteiger UD Almería zu spielen. Mit den Almería spielt er eine starke Saison und hat zehn Spieltag vor Saisonschluss sogar noch die Chance auf das internationale Geschäft. Durch gute Leistungen gelang ihm im September 2004 kurzzeitig der Sprung in die spanische Fußballnationalmannschaft.